# Eskişehir (provins)

Karta över Turkiet med Eskişehir markerat.

Eskişehir är en provins i den norra delen av Turkiet. Den har totalt 741 739 invånare (2009) och en areal på 13 904 km². Provinshuvudstad är Eskişehir.